# Winiary (jezioro)
 Jezioro Winiary, Jezioro Winiarskie (zwyczajowo Łazienki) – jezioro w obrębie miasta Gniezna, w województwie wielkopolskim, na terenie Pojezierza Gnieźnieńskiego.

## Opis
Jezioro Winiary jest największym zbiornikiem wodnym w Gnieźnie, znajduje się na północny wschód od Śródmieścia, między dwoma największymi skupiskami zabudowy mieszkaniowej: Osiedlem Tysiąclecia i Osiedlem Winiary. Powierzchnia jeziora wynosi około 19 ha, długość linii brzegowej około 2,5 km, a jego głębokość wynosi średnio około 2,5 - 4 m. Zbiornik Winiary połączony jest kanałem z niewielkim Jeziorem Koszyk, a także leżącym na granicy miasta Jeziorem Wełnickim. Południowy brzeg jeziora otoczony jest Parkiem XXV-lecia o powierzchni 17,82 ha. Północno-wschodni brzeg graniczy z Rodzinnymi Ogrodami Działkowymi im. Grodu Lecha. Od północnej strony jeziora ciągnie się drogą krajowa nr 15 (DK15). Nad akwenem znajdują się liczne ujęcia wód, które zaopatrują ludność w wodę pitną. Wokół zbiornika poprowadzona jest ścieżka rekreacyjna, która sprzyja bieganiu, jeździe na rowerze czy spacerom. Dodatkowe atrakcje akwenu stanowi otwarty w 2017 roku tor do wakeboardingu oraz otwierana w sezonie letnim piaszczysta plaża. Jezioro Winiary zaliczane jest do łowisk Polskiego Związku Wędkarskiego, a jego opiekunem jest Koło PZW nr 8 "Miasto Gniezno". Jest to łowisko ogólnodostępne. Poławiane są tutaj: karpie, amury, okonie, szczupaki, sandacze liny i węgorze. 